# Little Nemo: The Dream Master
Little Nemo: The Dream Master è un videogioco a piattaforme in grafica bidimensionale, pubblicato dalla casa giapponese Capcom nel settembre 1990 per Nintendo Entertainment System. Nonostante i suoi contenuti siano fortemente ispirati e collegati alla storica serie fumettistica di Winsor McCay, intitolata Little Nemo: Adventures in Slumberland, risalente al primo decennio del XX secolo (1905-1913), il videogioco in questione si distaccò marcatamente dalla sua fonte d'origine, sia nella resa stilistica sia nella struttura di gioco, al punto da diventarne un prodotto del tutto autonomo.

## Modalità di gioco
Il giocatore impersona un piccolo bambino dalla capigliatura viola, vivace e impigiamato, di nome Nemo (in latino, "nessuno"), il quale gode di una così articolata attività onirica da finire per vivere all'interno dei suoi sogni una seconda vita. La partita si sviluppa infatti su una successione di sogni generati dal protagonista in una sola notte, per un totale di 8 livelli, anche se la durata, la difficoltà fattiva e l'ambientazione degli stessi variano molto. Ogni partita si apre con un prologo nel quale vengono enunciati i presupposti della successiva avventura. Durante un sogno, la principessa di Dreamland ("Regno dei sogni") invoca l'aiuto del vigoroso sognatore Nemo, pregandolo di raggiungerla nel suo reame, per motivazioni che saranno chiarite in seguito. Quando Nemo avrà attraversato in sogno molteplici luoghi, arrivando dunque a destinazione, gli sarà ulteriormente spiegato che il sovrano del regno dei sogni nonché padre della principessa, Morpheus, è stato rapito dal suo principale antagonista, il sovrano di Nightmareland, noto come il Re dell'Incubo ("Regno degli incubi"), e che lui è stato prescelto, in virtù della irrefrenabile fantasia onirica che possiede, per salvarlo sconfiggendo il malvagio e tenebroso re.
Nemo accetta onorato la missione. Dovrà pertanto raggiungere il Regno degli incubi passando da un sogno all'altro, dotato di due sole armi magiche, fornitegli dalla principessa stessa, ma utilizzabili in due fasi nettamente divise. Nella prima parte del gioco, ovverosia dal primo al settimo livello, Nemo potrà utilizzare un numero infinito di caramelle soporifere, con cui addormenterà alcuni specifici animali utili al completamento dello stage, dei quali farà momentaneamente le veci mediante metamorfosi o ai quali salirà momentaneamente in groppa. Nella seconda parte del gioco, cioè il finale costituito dalle tre suddivisioni dell'ottavo livello, all'uso dei canditi verrà affiancato quello di uno scettro, in realtà visivamente presente anche prima ma adesso energicamente attivo, in grado di emanare potenti raggi luminosi per colpire i nemici. La capacità metamorfica di Nemo mediante la somministrazione dei canditi è l'aspetto strutturalmente più accattivante dell'intero prodotto, in funzione del quale tutti gli otto livelli sono stati progettati e disegnati e l'intero platform si distacca da altri videogiochi simili nella dinamica di gioco. La transizione da un livello all'altro è accompagnata da sistematici e brevi passaggi narrativi, che riprendono vignette storiche della serie originaria, nei quali Nemo si risveglia bruscamente dai suoi complicati sogni, suscitando i rimproveri della madre. Nella sua struttura complessiva, il gioco risulta particolarmente difficile da svolgere, soprattutto per l'assenza di funzioni di salvataggio della partita.

## Suddivisione in livelli
Nemo si sposterà nel corso della partita attraverso una serie di sogni autoprodotti, tutti rispettivamente differenti per ambientazione, difficoltà, personaggi presenti e durata.
Per concludere un livello e passare al successivo, Nemo deve collezionare un determinato numero di chiavi luminose, sparse lungo il tragitto. Tale numero è leggermente variabile, ma mai inferiore a cinque e mai superiore a otto. Nemo ha a disposizione tre tacchette di energia, amplificabili in seguito al ritrovamento di una cassetta infermieristica. Ogni colpo subito da parte di un nemico gli sottrae una tacchetta. Persa l'ultima tacchetta, Nemo muore e la partita riprende, a seconda dello stage e del frangente di gioco, in un determinato punto.
I livelli si susseguono nel seguente ordine: Mushroom Forest (Foresta dei funghi), Flower Garden (Giardino dei fiori), House of toys (Casa dei giocattoli), Night Sea (Mare notturno), Nemo's House (La casa di Nemo), Clouds Ruins (Rovine di nuvole), Topsy-Turvy (Sottosopra) e Nightmareland (Regno degli incubi). La difficoltà degli stage non è strettamente legata alla loro naturale successione numerica.
Ognuno di essi presenta precise caratteristiche. Su otto livelli, quattro sono ambientati in fase diurna e quattro in fase notturna. Ciò prescinde tanto dal fatto che Nemo li produca effettivamente nottetempo, quanto dall'ambientazione perennemente oscura delle tre suddivisioni dell'ottavo livello, che venendo calcolata trasformerebbe il videogioco in percentuale quale avventura notturna. Tutti i livelli, ad esclusione del terzo (House of Toys) e del settimo (Topsy-Turvy) possiedono un personaggio fantastico d'apertura, un animale umanizzato, il quale si imbatte subitamente in Nemo non appena il giocatore inizia a muoversi, confidandogli un segreto del livello stesso, dandogli un consiglio strategico o un chiarimento circa la locazione.
Alcuni livelli presentano singolarità:
- "House of Toys" è l'unico livello in cui non sono presenti animali addomesticabili ed è anche l'unico in cui, se il giocatore esaurisce tutte le tacche di energia, si è inevitabilmente costretti a ricominciare il percorso da capo.
- In "Clouds Ruins" le chiavi luminose si trovano tutte allineate davanti alla stessa porta d'uscita.
- "Topsy-Turvy", come il nome stesso rivela, è disegnato completamente a rovescio (ma Nemo e gli altri personaggi si muovono nella posizione usuale).
- "Nemo's House" è il livello che prevede più metamorfosi in assoluto, è il più esteso e il più complesso in termini di risoluzione.
- "House of Toys" e "Clouds Ruins" sono gli unici livelli in cui è prevista una corsa irreversibile a schermo mobile. Nel primo caso lo scorrimento avviene da sinistra verso destra e per tutta la durata del livello stesso, nel secondo caso avviene prima dal basso verso l'alto e poi dall'alto verso il basso, ma solo in due differenti momenti.
- "Nightmareland" viene calcolato come livello unico, ma è in effetti diviso in tre livelli: due di durata media, uno, l'ultimo, breve. Nessuno di essi necessita di chiavi per essere superato. Al loro termine, è collocato un boss finale, contro il quale l'unica soluzione è l'uso dello scettro. I boss sono, nell'ordine di apparizione, un enorme pinguino reale con pulcini al seguito, una razza volante e, infine, il Re degli Incubi, creatura di aspetto diabolico con lunghe corna.

## Personaggi
Ogni livello ospita diversi antagonisti, ma nessun boss finale, ad esclusione delle tre suddivisioni di "Nightmareland". Inoltre, ospita anche un numero variabile di animali addomesticabili mediante l'uso delle caramelle magiche. Ognuno di essi presenta precise caratteristiche funzionali, sicché una volta attuata la metamorfosi Nemo sarà in grado, per esempio, di arrampicarsi come una lucertola su muri verticali, di volare, scavare e così via. Si elencano qui di seguito tutti gli animali riscontrabili nel corso di una partita:
- Ramarro: viene cavalcato e permette di arrampicarsi su superfici verticali. Diffuso in ogni stage.

- Talpa: se ne fanno le veci e rende possibile lo spostamento sottoterra in un'unica occasione, in "Mushroom Forest".

- Calabrone: se ne fanno le veci e permette di volare per un breve periodo e di planare, oltre a rendere possibile l'uccisione di nemici tramite il pungiglione. Diffuso in ogni stage.

- Paguro: viene cavalcato e permette lo spostamento subacqueo sotto banchi di sabbia nonché l'uccisione di nemici mediante l'uso delle chele. Presente solo in "Night Sea".

- Topo con mazza: viene cavalcato e permette di arrampicarsi su superfici verticali e di distruggere, in virtù della mazza, piccole pareti in mattoni che ostacolano il cammino. Presente in "Nemo's House" e in "Topsy - Turvy".

- Tonno pugile: viene cavalcato e velocizza il nuoto, oltre a rendere possibile l'uccisione di nemici tramite pugni. Presente solo in "Night Sea".

- Gorilla: viene cavalcato e permette di arrampicarsi su superfici verticali oltre l'uccisione di nemici tramite pugni. Presente solo in "Flower Garden".

- Rana: se ne fanno le veci e permette di saltare più in alto. Presente in molti livelli.

Qualsiasi metamorfosi animale di Nemo può essere soggetta ai colpi dei nemici. In altre parole non costituisce invulnerabilità. Se Nemo viene colpito da un antagonista mentre impersona un animale addomesticato o mentre ne cavalca uno, gli sarà regolarmente detratta una tacca di energia. Se perderà l'ultima mentre è ancora trasformato o accompagnato da un animale, la metamorfosi o l'animale stesso spariranno in una nuvola di fumo, e Nemo morirà regolarmente, precipitando verso la parte bassa dello schermo.